# Стивенсон, Джеймс
Джеймс Стивенсон (англ. James Stephenson, 14 апреля 1889 — 29 июля 1941) — американский актёр.
Родился в Англии в семье химика и аптекаря Джона Г. Стивенса и его супруги Эммы Стивенсон. Своё детство провёл вместе с братьями Аланом и Норманом в Уэст-Йоркшире и Ланкашире. В юности работал банковским клерком, а затем — в сфере торговли. в 1930 году Стивенсон иммигрировал в США, а в 1938 году принял американское гражданство.
Свою актёрскую карьеру начал с театральной сцены, а впервые на киноэкранах появился в 1937 году. Его карьера в кино продолжалась всего четыре года, но за это время актёр снялся в 36 картинах, среди которых «Красавчик Жест» (1939), «Старая дева» (1939), «Частная жизнь Елизаветы и Эссекса» (1939) и «Морской ястреб» (1940). Одну из последних своих ролей Стивенсон исполнил в 1940 году в нуаре «Письмо» с Бетти Дейвис в главной роли, за которую был номинирован на премию «Оскар». Год спустя актёр скончался от сердечного приступа в возрасте 52 лет. Похоронен в Глендейле на кладбище Форест-Лаун.